# Pattinaggio di velocità ai II Giochi olimpici invernali - 1500 m maschile
La competizione dei 1500 metri di pattinaggio di velocità dei II Giochi olimpici invernali si è svolta il giorno 14 febbraio 1928 allo stadio olimpico del ghiaccio Badrutts Park di Sankt Moritz.

## Risultati
| Pos.    | Concorrente            | Nazione       | Tempo  |
| ------- | ---------------------- | ------------- | ------ |
| Oro     | Clas Thunberg          | Finlandia     | 2'21"1 |
| Argento | Bernt Evensen          | Norvegia      | 2'21"9 |
| Bronzo  | Ivar Ballangrud        | Norvegia      | 2'22"6 |
| 4       | Roald Larsen           | Norvegia      | 2'25"3 |
| 5       | Eddie Murphy           | Stati Uniti   | 2'25"9 |
| 6       | Valentine Bialas       | Stati Uniti   | 2'26"3 |
| 7       | Irving Jaffee          | Stati Uniti   | 2'26"7 |
| 8       | John O'Neil Farrell    | Stati Uniti   | 2'26"8 |
| 9       | Gustaf Andersson       | Svezia        | 2'27"5 |
| 10      | Zoltán Eötvös          | Ungheria      | 2'27"9 |
| 11      | Fritz Jungblut         | Germania      | 2'28"2 |
| 12      | Charlie Gorman         | Canada        | 2'28"4 |
| 13      | Wollert Nygren         | Norvegia      | 2'28"7 |
| 14      | Alberts Rumba          | Lettonia      | 2'28"9 |
| 15      | Toivo Ovaska           | Finlandia     | 2'29"3 |
| 16      | Fritz Moser            | Austria       | 2'31"4 |
| 17      | Ross Robinson          | Canada        | 2'32"3 |
| 18      | Siem Heiden            | Paesi Bassi   | 2'33"1 |
| 19      | Christfried Burmeister | Estonia       | 2'33"6 |
| 20      | Aleksander Mitt        | Estonia       | 2'35"0 |
| 21      | Willy Logan            | Canada        | 2'35"6 |
| 22      | Rudolf Riedl           | Austria       | 2'37"8 |
| 23      | Arthur Vollstedt       | Germania      | 2'39"9 |
| 24      | Cyril Horn             | Gran Bretagna | 2'40"0 |
| 25      | Kęstutis Bulota        | Lituania      | 2'40"9 |
| 26      | Charles Thaon          | Francia       | 2'44"2 |
| 27      | Leonard Stewart        | Gran Bretagna | 2'48"9 |
| 28      | Fred Dix               | Gran Bretagna | 2'49"6 |
| 29      | Wim Kos                | Paesi Bassi   | 2'49"9 |
| -       | Bertel Backman         | Finlandia     | DNF    |